# Paul Martin (peintre)
Pour les articles homonymes, voir Paul Martin (homonymie) et Martin.
Paul Martin, pseudonyme de Pierre Balthazar Martin, né à Digne-les-Bains le 16 août 1830 et mort dans la même ville le 16 septembre 1903, est un aquarelliste français.

## Biographie
Baptisé Pierre Balthazar adopte lors de sa confirmation le prénom de Paulin, puis à partir de 1852 signe ses œuvres « Paul Martin ». À l'école il a pour professeur de dessin Honoré Camoin dont le fils Victorin Camoin lui donnera le goût de l'aquarelle. Il abandonne très vite le collège pour mener une vie vagabonde jouant de la musique dans les fêtes de village. Soucieux de son avenir son père lui procure à Marseille une place d'employé dans un magasin de nouveautés où il reste de 1848 à 1852. Il se marie à Marseille le 27 juillet 1852 avec Marie Augustine Rouquier et aura un seul fils, le peintre Étienne Martin.
Grâce à un grand fabricant parisien de toiles à peindre et collectionneur avisé, il ouvre un magasin d'art et de bronzes dans la rue Saint-Ferréol à Marseille, ce qui lui permet d'entrer en contact avec le milieu artistique. Il présente dans ses vitrines des toiles de jeunes peintres : Constant Troyon, Narcisse Díaz de la Peña, Eugène Delacroix, Jean-Baptiste Camille Corot, Théodore Rousseau etc. Il se lie d'amitié avec Émile Loubon dont il devient l'élève après la mort en 1856 de son ami Victorin Camoin. Il sympathise également avec Adolphe Monticelli, Félix Ziem, Paul Guigou, Prosper Grésy et Marius Engalière.
Il ferme son magasin en 1865 pour se consacrer uniquement à l'aquarelle et s'installe rue Montaux, actuellement rue Edmond-Rostand à Marseille. Il devient également collectionneur et acquiert une réputation d'expert. Il partage son temps entre Marseille et Digne où il achète en 1873 la maison Saint-Martin. Il préside aux destinées du tout jeune musée de Digne dont son fils Étienne Martin sera le conservateur pendant quarante ans. Ami de Frédéric Mistral, il écrit en dialecte dignois quelques contes.

## Œuvres picturales
On trouve ses aquarelles dans les musées suivants :
- Musée Cantini à Marseille : Paysage[4].
- Musée Grobet-Labadié à Marseille : Les deux arbres[5], Paysage[6].
- Musée des beaux-arts de Marseille : Dans les montagnes de Courson, effet d'orage[7], Les bords de la Bléone à Digne[8]..